# Луций Геренний Сатурнин
Луций Геренний Сатурнин (лат. Lucius Herennius Saturninus) — римский политический деятель конца I века — начала II века.
Происходил из рода Геренниев. В 98 году Сатурнин занимал должность проконсула провинции Ахайя. С мая по июнь 100 года он был консулом-суффектом вместе с Титом Помпонием Мамиллианом. В 104—106 годах Сатурнин находился на посту легата пропретора Верхней Мёзии.
Историк Плутарх посвятил ему свой труд «Epicuraeos».